# Trimezia fosteriana
Trimezia fosteriana là một loài thực vật có hoa trong họ Diên vĩ. Loài này được Steyerm. miêu tả khoa học đầu tiên năm 1951.